# Karl Bär

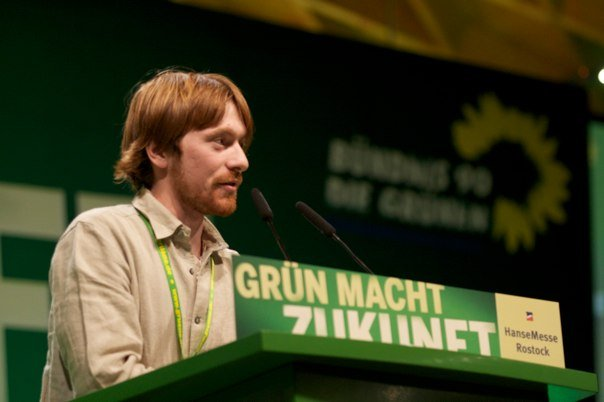
Karl Bär

Karl Bär, född 13 mars 1985 i Tegernsee, Tyskland, är en tysk Die Grünen-politiker och språkrör för Bündnis 90/Die Grünens ungdomsförbund Grünen Jugend. Han gick med i ungdomsförbundet 2002.